# Парадеевич
Алекса́ндр Владисла́вович Параде́ев (род. 9 октября 1998, Челябинск), более известный как Параде́евич (англ. Paradeevich; также Paradeev1ch), — российский стример, блогер и участник киберспортивных турниров. Парадеев известен благодаря своей активности на платформе Twitch, а также участию в различных проектах, включая объединение «Хазяева». За свою карьеру он приобрёл широкую аудиторию, а в 2023 году стал одним из самых известных стримеров, освещающих турниры по Dota 2.

## Биография
Парадеев родился 9 октября 1998 года в Челябинске. Вырос в неблагополучном районе, где с детства увлекался спортом, в частности, тхэквондо. С 6 лет начал заниматься этим видом спорта и достиг уровня чёрного пояса. По окончании школы поступил в Уральский государственный университет физической культуры, который окончил в 2018 году.
После университета поехал в Китай, где преподавал английский язык, несмотря на отсутствие знания китайского. В Китае он также начал снимать развлекательные видео, что стало его первым шагом в блогерской деятельности. Вернувшись в Россию, он начал выкладывать контент на YouTube и TikTok, а в 2020 году зарегистрировал аккаунт на Twitch.
Первая известность к Парадееву пришла благодаря его участию в стримах с известными личностями и играм в «Мафию». В 2021 году он присоединился к объединению «Хазяева», которое быстро завоевало популярность на платформе. В 2023 году Александр стал известен благодаря стримам с киберспортивных турниров по Dota 2.
Помимо этого, организует совместные трансляции, включая проекты по тюнингу автомобилей.
5 августа 2025 года сыграл свой первый официальный футбольный матч, отличившись забитым голом за «Амкал» в матче против «Кванта» в 1/256 финала Кубка России 2025/26.

## Личная жизнь
Встречается с девушкой по имени Кая (ник на Twitch — kae4ka). Пара познакомилась через Интернет, и их отношения продолжались после встречи в реальной жизни. Они также занимаются совместными проектами, включая выпускаемую коллекцию одежды.

## Признание
В 2023 году Парадеев был включён в рейтинг Forbes «30 до 30» как один из самых успешных молодых людей до 30 лет. В том же году он стал частью комьюнити Dota 2 и освещал турнир The International 2023 в США. Помимо этого, Парадеевич занял третье место в номинации «Открытие года» премии «Блогема».